# Gosnold (Massachusetts)
Gosnold est une ville du Comté de Dukes dans l’État du Massachusetts.
Elle a été incorporée en 1864.
Sa population était de 70 habitants en 2020.